# Poza de la Sal
Poza de la Sal es un municipio y villa española de la provincia de Burgos, en la comunidad autónoma de Castilla y León. Forma parte del partido judicial de Briviesca y de la comarca de Bureba. Junto a los municipios de Oña y Frías conforma la mancomunidad Raíces de Castilla.

## Geografía
Situado a 43 km al norte de Burgos capital, con 88 km² de término municipal y 210 habitantes en la localidad y 282 en el conjunto del municipio (2024). El río Homino surca sus tierras a unos dos kilómetros de distancia.
La localidad se encuentra enriscada en la ladera de una sierra, fortificada y protegida por el castillo de los Rojas y con vistas sobre las llanuras de la comarca de La Bureba.

## Historia
Existen restos arqueológicos que aseguran presencia humana en el páramo desde el Neolítico, como las estructuras megalíticas de Altotero, Poza I y Túmulo del Hoyo.
La antigua Salionca de los autrigones existió en la Edad del Bronce y del Hierro, con vestigios en el emplazamiento del Castellar y los aledaños de la fortaleza pozana. La urbe cobró importancia con la conquista romana, al convertirse en uno de los principales centros productores de sal, indispensable para la conservación de los alimentos.
A finales del siglo IX, el conde Diego Rodríguez Porcelos repobló Poza, construyendo el castillo para la defensa del nuevo territorio. Esta repoblación se enmarca en el mismo periodo que la construcción del castillo de Pancorbo y la fundación de Burgos en 884, fijándose nuevas fronteras.
A la caída del Antiguo Régimen queda constituida como ayuntamiento constitucional del mismo nombre en el partido de Briviesca, región de Castilla la Vieja, que contaba entonces con 2006 habitantes.
La localidad llegó a contar con una estación de ferrocarril perteneciente a la línea Santander-Mediterráneo, que estuvo operativa entre 1929 y 1985. En la actualidad la antigua línea férrea ha sido reconvertida en una vía verde.

## Demografía
Poza de la Sal cuenta con una población de 282 habitantes (INE 2024).
| Gráfica de evolución demográfica de Poza de la Sal entre 1842 y 2021 |
| |
| Población de derecho según los censos de población del INE Población de hecho según los censos de población del INEEntre el censo de 1981 y el anterior, crece el término del municipio porque incorpora a Castil de Lences y Lences. |

### Población por núcleos

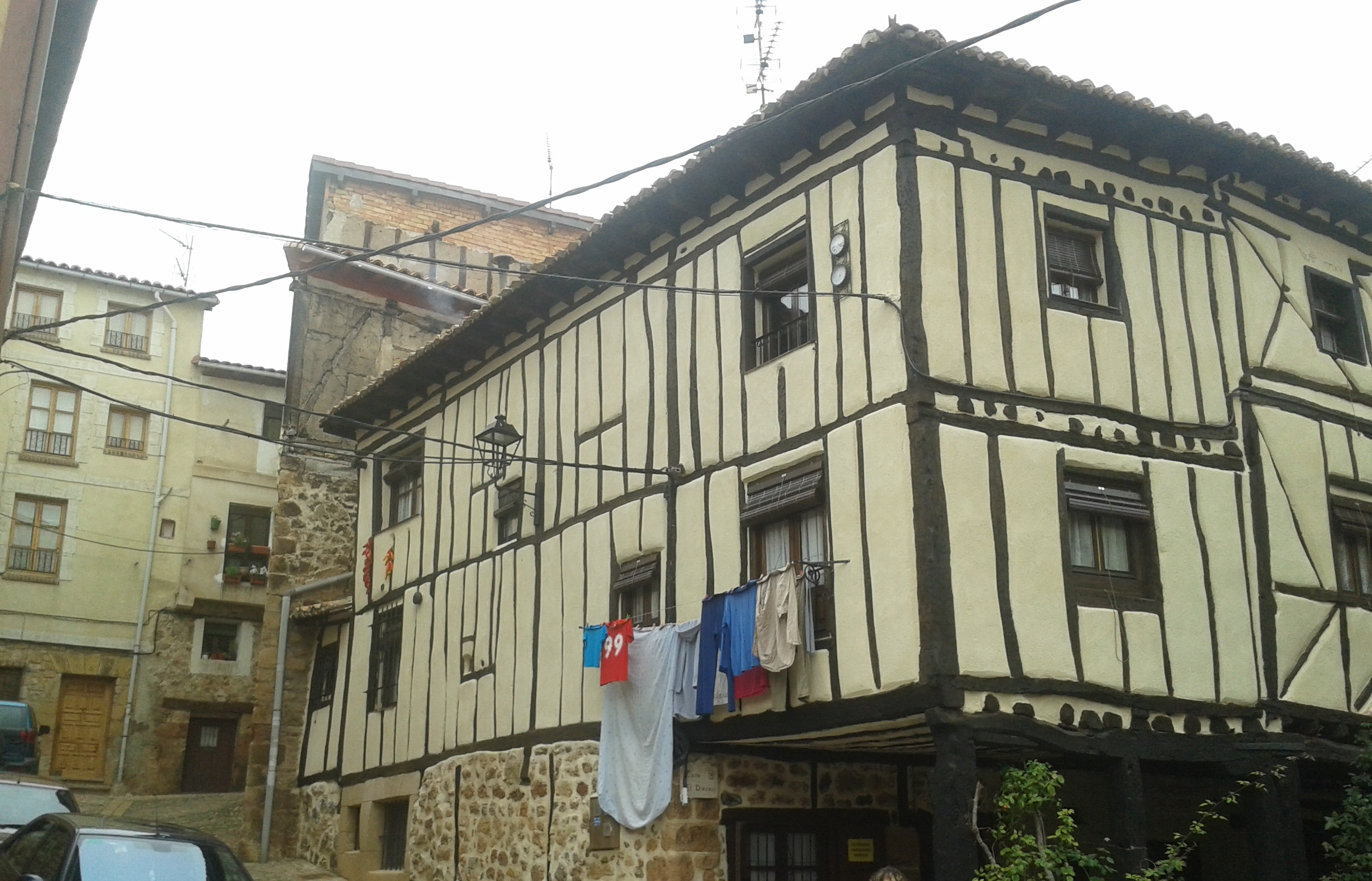
Centro histórico

| Núcleos          | Habitantes (2000) | Habitantes (2010) | Habitantes (2020) |
| ---------------- | ----------------- | ----------------- | ----------------- |
| Poza de la Sal   | 286               | 254               | 201               |
| Castil de Lences | 47                | 43                | 39                |
| Lences de Bureba | 51                | 44                | 34                |

## Comunicaciones
- Ferrocarril: hasta su cierre en 1985 el municipio contaba con una estación del ferrocarril Santander-Mediterráneo.
- Carretera: desde Burgos por la carretera de Poza es el trayecto más corto en distancia, seguridad y tiempo. También puede accederse por la N-623 hasta Sotopalacios (11,4 km); luego por la CL-629 pasando Cernégula hasta el cruce de la BU-502 (25 km); finalmente por esta última (12 km) se llega a Poza.

## Cultura

### Patrimonio

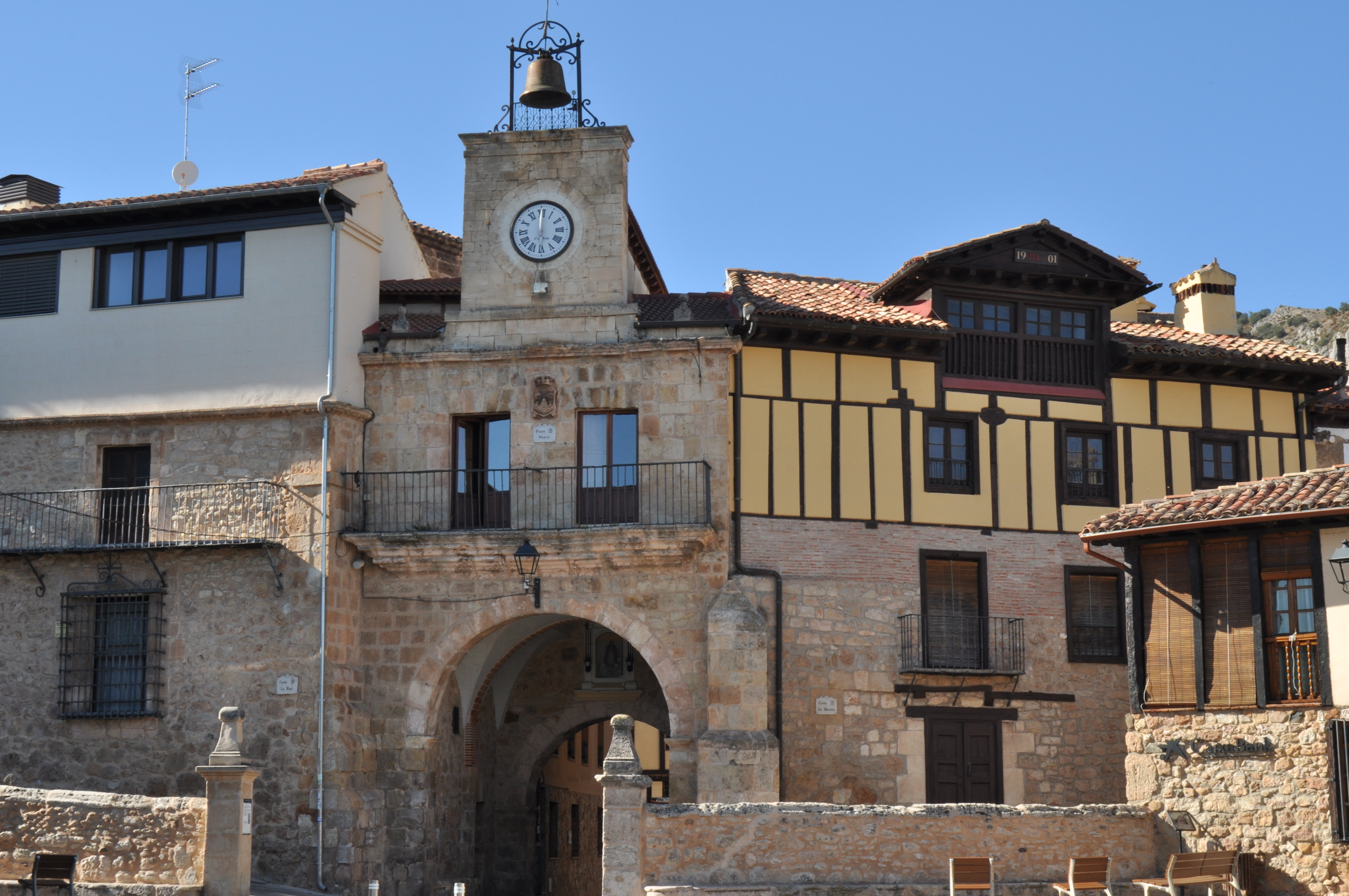
Arco de entrada al pueblo

#### Casco antiguo
El casco antiguo de la villa de Poza de la Sal está rodeado por la muralla medieval que se conserva en su mayor parte, murallas de 5 metros de altura y dos de grueso. Al mismo se accede por tres puertas, la del Conjuradero, la del Ayuntamiento y la de las Eras.

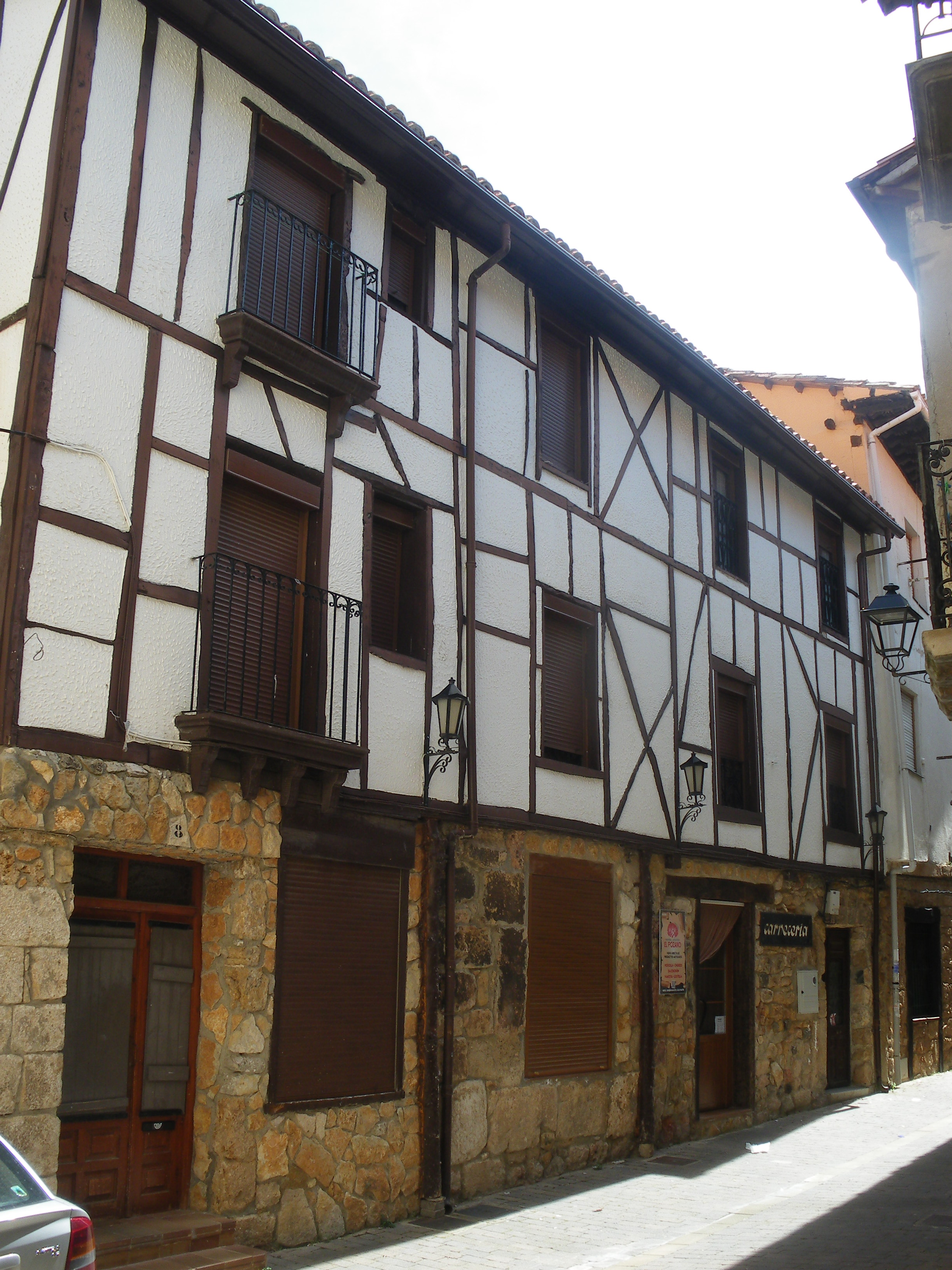
Arquitectura popular en piedra, madera y yeso

La trama urbana conserva la distribución y características medievales, con calles estrechas y empinadas flanqueadas por casas de piedra blasonadas y otras de entramado de madera. Asentadas en mampuesto con pisos realizados en entramados de madera y yeso. Sobre el núcleo urbano se levanta el palacio de los Marqueses de Poza, del que solo queda una torre y, ya en el monte, el castillo.
La iglesia de San Cosme y San Damián es el corazón del casco urbano. Debajo de ella se abre la plaza Vieja, donde tradicionalmente se ha realizado el mercado. A su lado el ayuntamiento, frente al cual se ubica la plaza Nueva abierta a la Comarca de la Bureba, lo que da a la villa el sobrenombre de «Balcón de La Bureba».
En la parte baja, camino a la zona de las eras de sal, está la casa de Administración de las Reales Salinas y, junto al río, el complejo llamado «Fuente Buena» o «Vieja», conformado por una serie de manantiales de agua dulce que mantienen lavaderos, abrevaderos y un centro de curtido de pieles, todo ello del siglo XVIII, aunque con vestigios romanos.
El casco urbano de Poza de la Sal fue declarado de conjunto histórico-artístico el 12 de noviembre de 1982.
FichaBien de interés cultural
- Denominación del Bien — El casco antiguo
- Régimen de Protección — B.I.C.
- Estado Administrativo — Declarado
- Fecha Declaración — 12/11/1982
- Fecha Publicación en el BOE — 29/11/1982

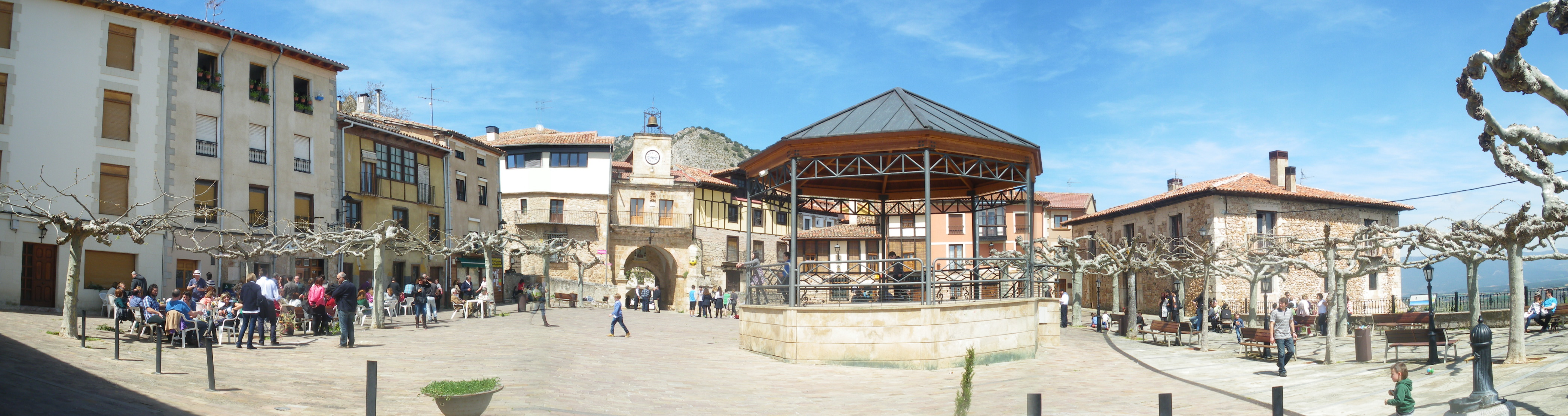
Plaza Mayor

- Categoría — Conjunto Histórico

#### Salinas

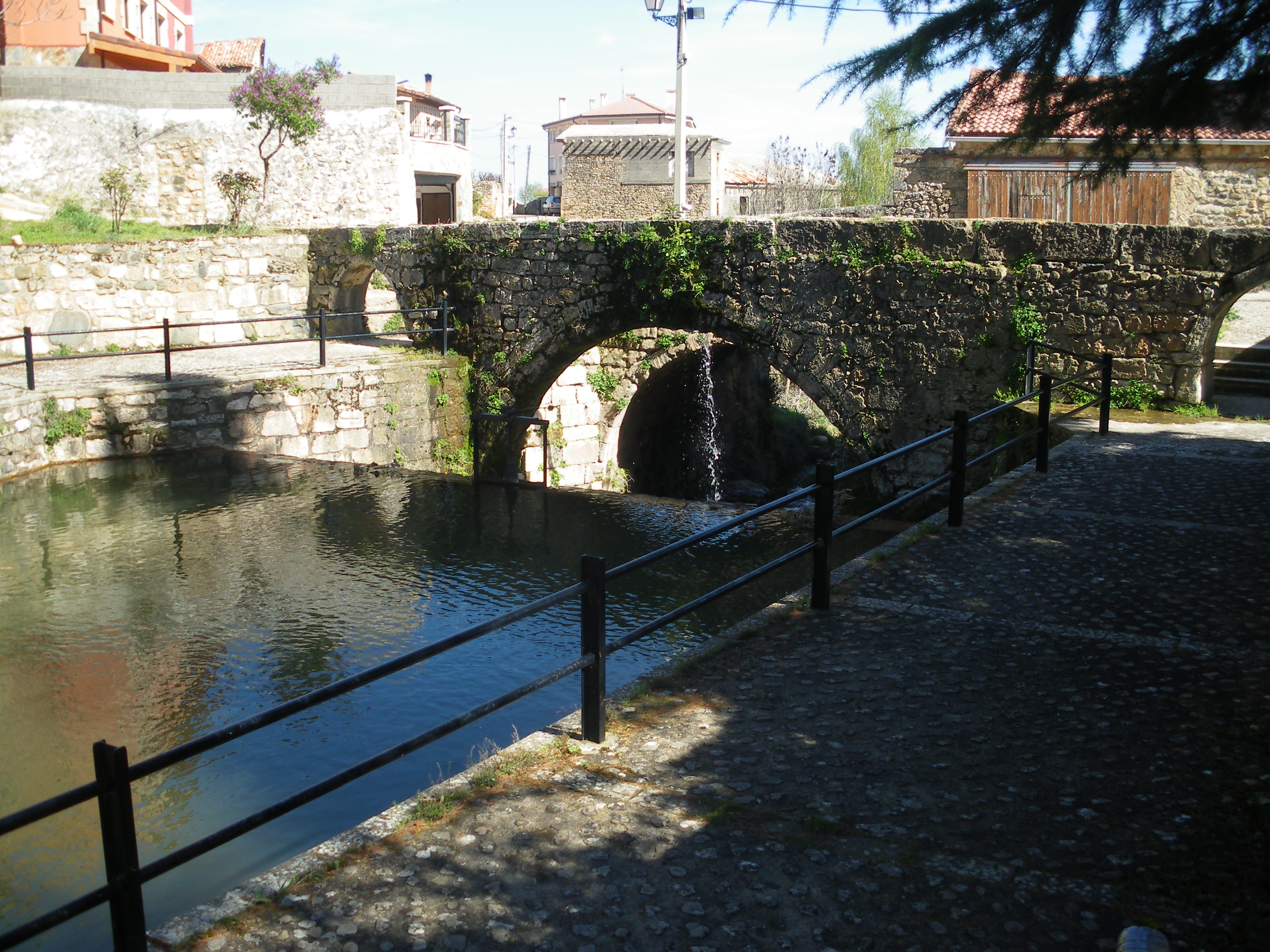
Acueductos

El esplendor de la villa de Poza de la Sal se debe a sus salinas, ya explotadas desde antes de la época romana y cuyo valor estratégico justificaba la fortificación de la villa para su defensa en la Edad Media. Estas salinas junto con las de Añana en Álava, eran las principales del norte de la península ibérica.
La sal era, hasta hace pocas décadas, un material precioso, usado como conservante alimentario, pero, hasta la explotación minera de los yacimientos subterráneos, su producción estaba limitada a las salinas costeras y de manantiales de interior, por lo que su posesión era muy codiciada. A tal punto llegaba su importancia que se utilizaba como forma de pago ya desde época romana, siendo este el origen del término salario.
La producción de la sal en Poza se realiza conduciendo el agua de los manantiales por una red de acueductos hasta unas plataformas horizontales construidas en madera y piedra (gracias al desnivel del terreno) denominadas granjas y en las que el agua se reparte en parcelas rectangulares o eras. La evaporación del agua deja lista la sal para su recolección en unos depósitos protegidos de la lluvia o terrazos. Debido al escaso caudal de los manantiales también se utilizaba el bombeo de agua al interior de la tierra desde unas balsas o estanques, aumentando así la producción de sal.
La propiedad de este recurso ha pasado por diversas manos a lo largo de la historia, hasta que en 1564 Felipe II decretó el monopolio de la sal, el cual duró hasta 1888. La utilización de otras formas de conservación de los alimentos y en especial la utilización del frío hizo que la importancia de la sal decayera. La última era se cerró en 1974, momento en el que la extracción de sal fue abandonada definitivamente en Poza.

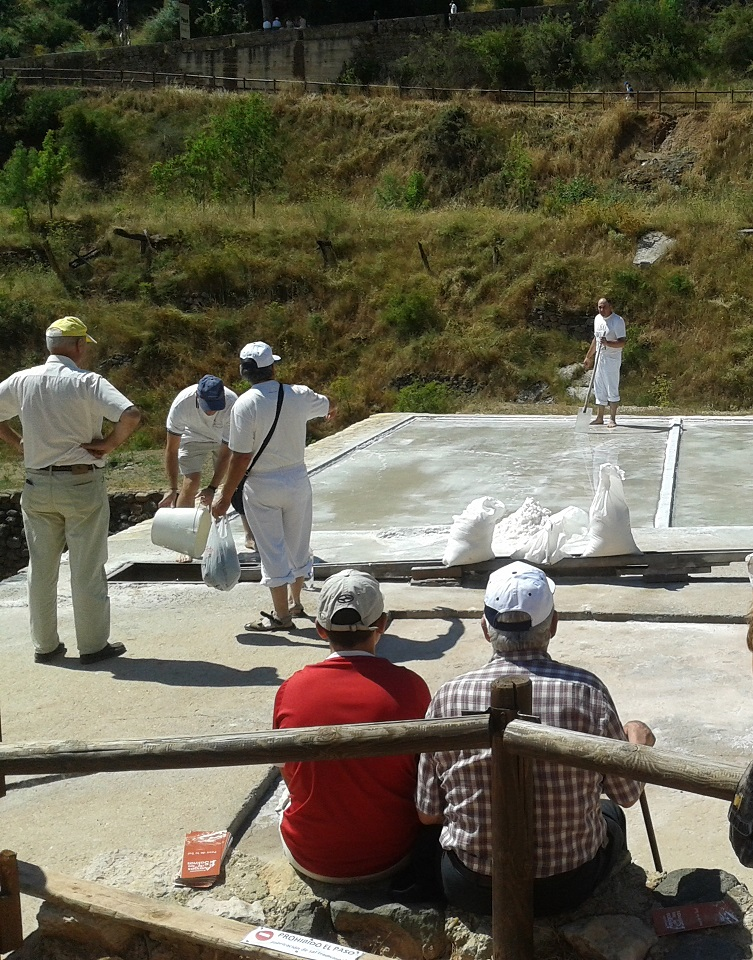
Demostración de producción de sal en las salinas

En 2001, las salinas fueron declaradas «Bien de Interés Cultural» y se emprendió su recuperación para uso turístico. En 2003, se abrió un centro de interpretación sobre la sal en la antigua Casa de Administración de las Salinas Reales y se recuperaron algunas eras y depósitos de salmuera para divulgación cultural.
FichaBien de interés cultural
- Denominación del Bien — Salinas
- Régimen de Protección — B.I.C.
- Estado Administrativo — Declarado
- Fecha Declaración — 22/11/2001 - mediante DECRETO 262/2001
- Fecha Publicación en el BCYL — 28/11/2001
- Fecha Publicación en el BOE — 07/03/2002
- Categoría — Sitio Histórico

#### La sal en Poza

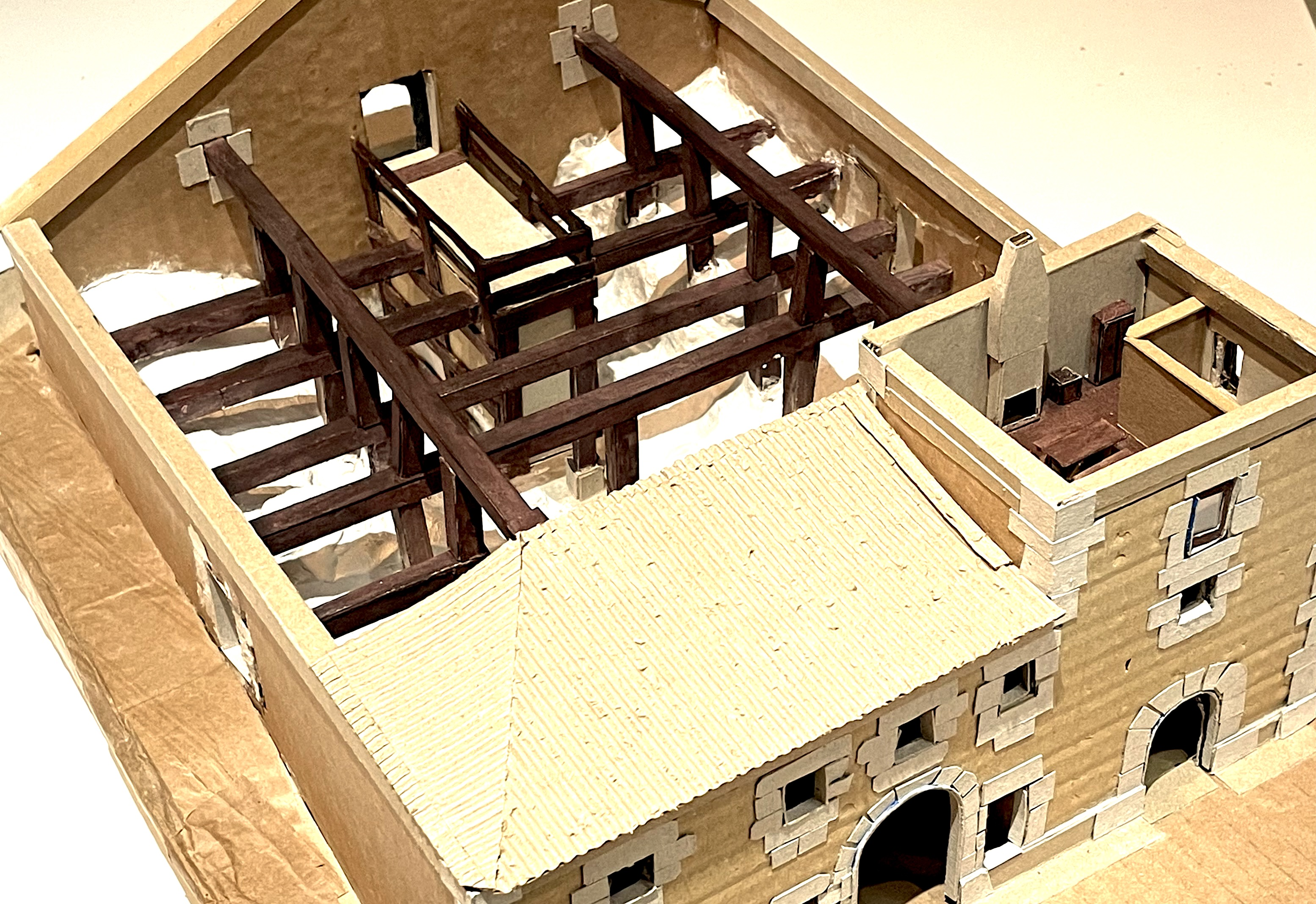
Estructura interior con el almacén lleno de sal a finales de verano. La sal era depositada por bestias de carga que accedían por la pasarela trasera del edificio (con capacidad para 125.000 fanegas (6.937.500 kg.) Así aprovechaban la altura de la misma para hacer un volcado más cómodo, desde el fondo de edificio hacia la parte delantera. Las carretas que necesitaban cargar cantidades de sal mayores, rumbo a ciudades y pueblos grandes, accedían por los portones delanteros del edificio, principalmente por el central para llegar a un patio interior, desprovisto de pilares de madera, que permitía maniobrar mejor y cargar la sal directamente a resguardo de las inclemencias del tiempo. El edificio contaba con dependencias para el personal que lo atendía: el Guardalmacén, los Llenadores, el Pesador, los mozos de faena y los Dependientes o carabineros, encargados de la vigilancia. Seguramente dispuso de cuadras y catres de sobra por si el tiempo se complicaba (por una tormenta fuerte, nevada o cualquier otro contratiempo) y algún carretero precisaba hacer noche allí antes de iniciar su viaje.

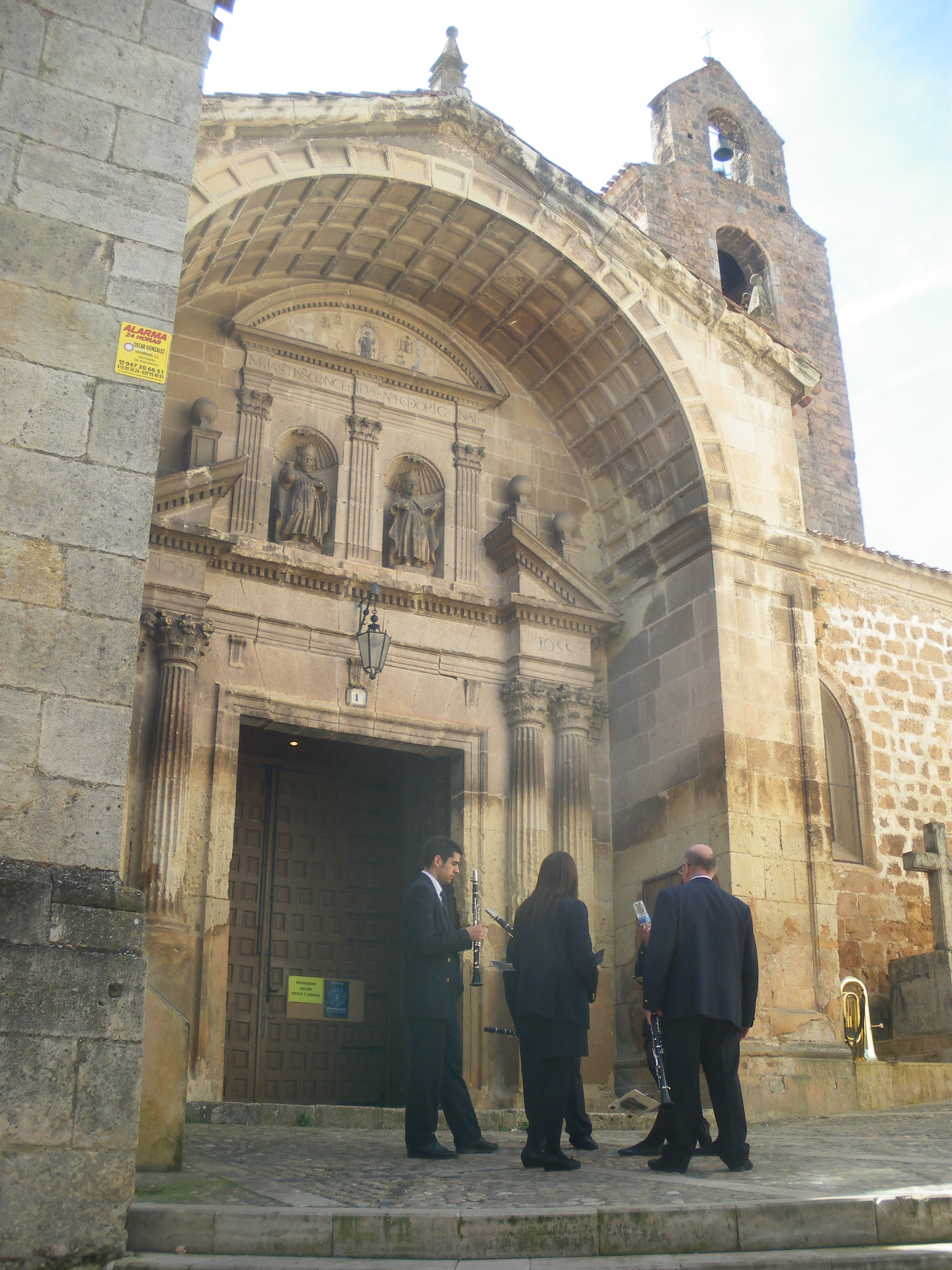
Iglesia de San Cosme y San Damián

La sal explotada en Poza de la Sal proviene del denominado diapiro.  Está formación geológica es uno de los puntos de interés geológico del sector oriental de la Cordillera Cantábrica y el más grande de Europa, y se encuentra entre los tres mejores del mundo. Es de forma circular con un radio de 2,5 km.

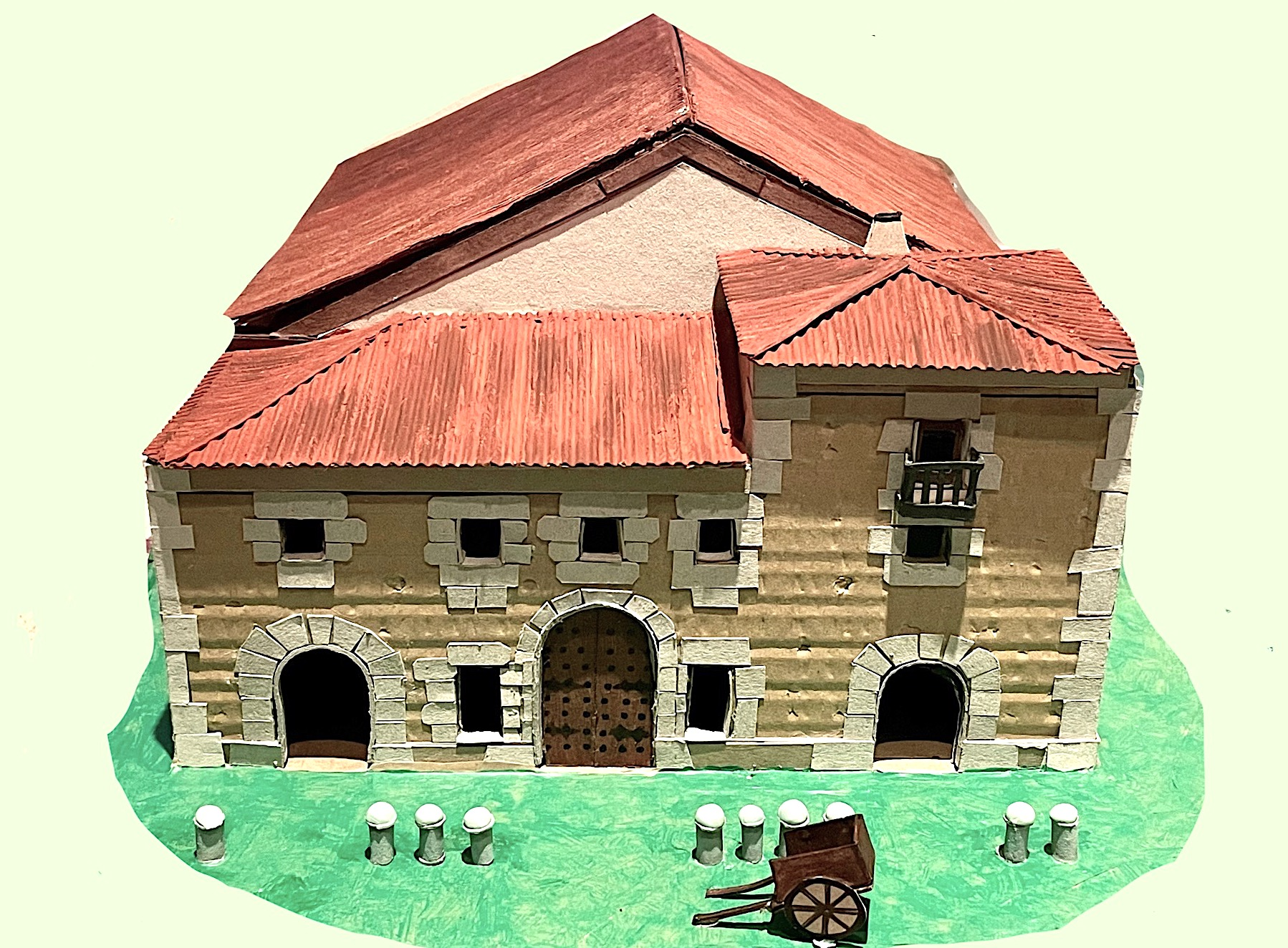
Recreación del Real Almacén de Sal de la Magdalena. Poza de la Sal.

En 1845, la villa de Poza de la sal contaba con 3255 habitantes y explotaba las salinas. La administración estaba centralizada en la Casa de Administración y contaba con tres almacenes (El Depósito, la Magdalena y el Trascastro), que tenían una capacidad de almacenamiento de once millones de kilogramos de sal. Unas treinta cañas con sus galerías (depósitos de agua realizados sobre el diapiro para introducir agua en él), 20 km de canales de distribución de salmuera y más de dos mil eras de evaporación conformaban el complejo salinero que era el motor económico de la villa.

#### Iglesia de San Cosme y San Damián
Este templo es de estilo gótico temprano con portada barroca, y data de finales del siglo XIV y comienzos del XV, sufriendo durante los siglos posteriores (siglos XVII y XVIII) numerosas reformas y añadidos. Pertenece a la archidiócesis de Burgos y fue declarada B.I.C. en 1974 (fecha de declaración: 27/08/1974).

#### Castillo
A finales del siglo IX el conde Diego Rodríguez Porcelos repobló Poza construyendo el castillo para la defensa del nuevo territorio.  Esta repoblación se enmarca en el mismo periodo que la construcción del castillo de Pancorbo y la fundación de Burgos en 884, fijándose nuevas fronteras.  Como otros castillos de esta época, seguramente se trataría de una torre principal rodeada de algunos muros y barbacanas.

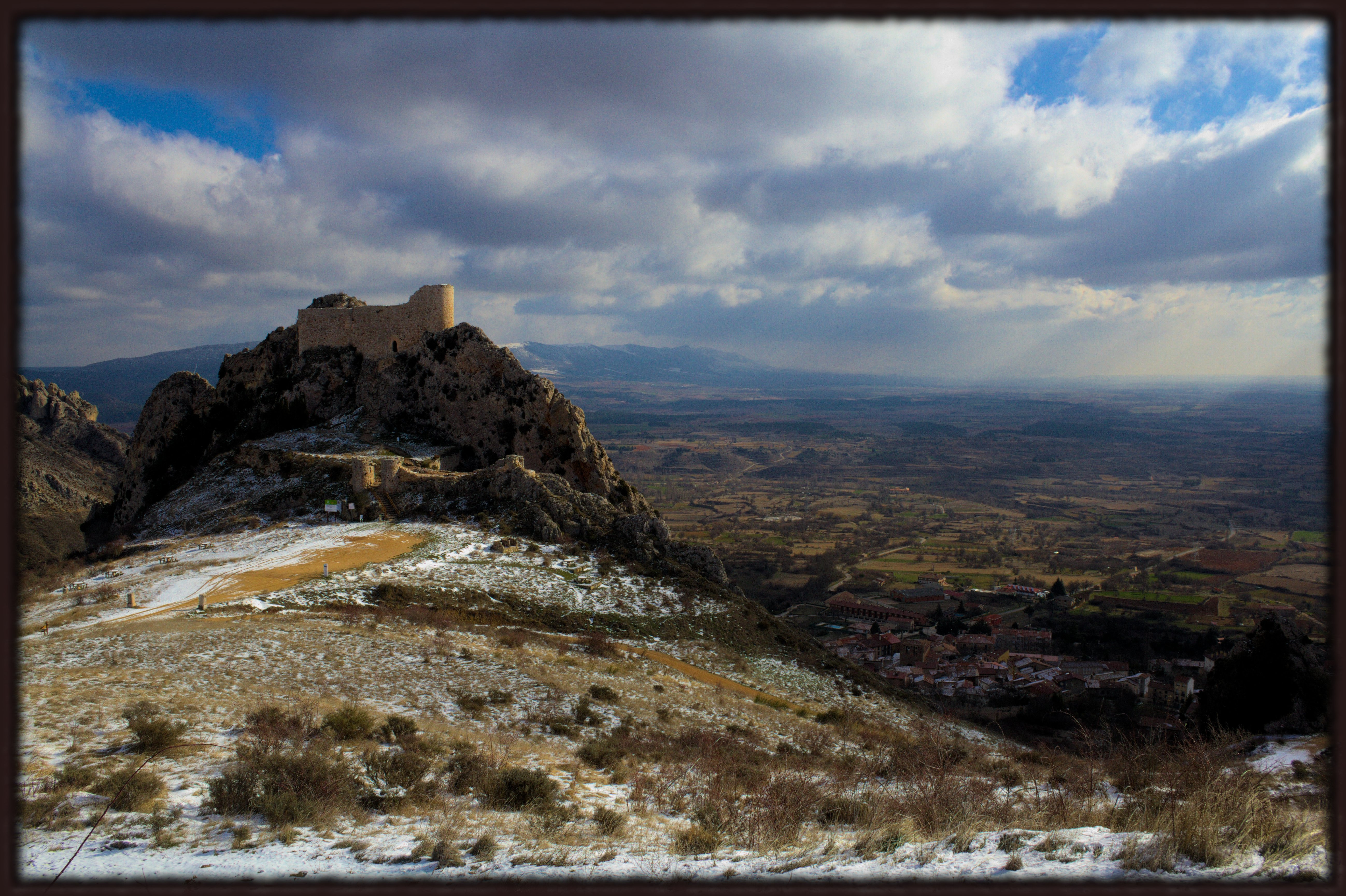
Vistas del castillo y el núcleo urbano

En el siglo XIV, la familia Rodríguez de Rojas construyó el castillo actual sobre el anterior castillo del siglo IX.  Con este nuevo castillo y sus murallas, la villa de Poza quedaba completamente protegida.
En 1528, sirvió de prisión para los embajadores de la Liga Clementina por orden del emperador Carlos V.
El castillo fue rehabilitado en 1808 por tropas francesas y soportó continuos ataques de guarniciones burgalesas, entre otros del guerrillero apodado Longa, hasta el fin de la guerra de la Independencia.
FichaBien de interés cultural
- Denominación del Bien — Castillo de Poza de la Sal o de los Rojas
- Régimen de Protección — B.I.C
- Estado Administrativo — Declarado
- Fecha Declaración — 22/04/1949
- Fecha Publicación en el BOE — 05/05/1949
- Tipo de Patrimonio — Inmueble
- Categoría — Castillo

### Fiestas
- Fiestas patronales: en honor a san Cosme y san Damián, se celebran entre el 26 y el 29 de septiembre.

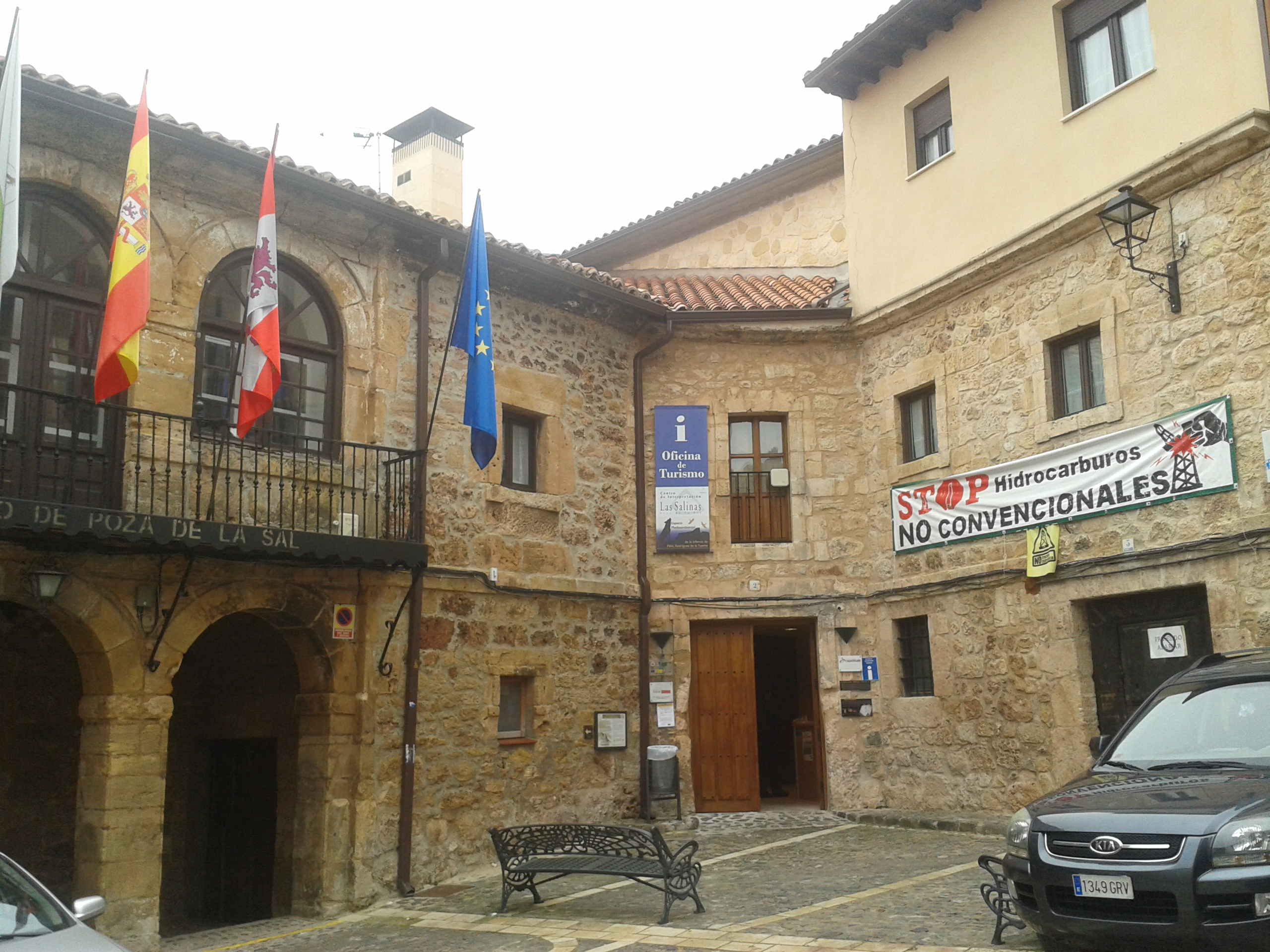
Casa consistorial

- Fiesta de San Blas (declarada Fiesta de Interés Turístico Regional en 1998).

Se celebra el domingo siguiente al día 3 de febrero y consta de un baile (Desjarrete), cuyos protagonistas son diferentes animales – gallinas, gallos y conejos– alrededor de los cuales bailan con una espada varios mozos y mozas; antiguamente eran los mozos casaderos; la moza tenía que cortar la cabeza a dicho animal (desjarretar), para así asegurar la felicidad en su matrimonio; hoy en día el animal no sufre ningún daño durante el espectáculo. La danza es interpretada por la banda de Poza de la Sal; consta de dos partes, una ya citada que es en la que se danza alrededor del animal, primero el mozo, luego la moza y después ambos intercalados, terminando cada danza con un saludo a las autoridades; luego se prosigue bailando la jota pozana, a partir de donde ya puede intervenir libremente cualquier espectador, siguiendo con pasodobles.
- San Marcos: el día 25 de abril se celebran las fiestas de san Marcos en el santuario de la Virgen de Pedrajas. Se realizan comidas populares frente al santuario.

- San Isidro: el 15 de mayo se celebra la fiesta de san Isidro con subastas de productos del campo.

- Virgen de Pedrajas: en torno a la Virgen de Pedrajas se realizan dos procesiones, una el 29 de junio cuando se sube la Virgen de la iglesia parroquial al santuario, y otra el 8 de septiembre, cuando se vuelve a bajar a la iglesia parroquial. En agosto, por Nuestra Señora, el rezo del santo rosario mientras se procesiona su imagen por las estrechas calles de Poza constituye uno de los momentos más entrañables en la vida de los pozanos.

- Fiesta de los salineros: esta fiesta vinculada a La Magdalena se celebra el sábado siguiente al 22 de julio.

- Mercado mensual: desde 1371 se celebra el mercado mensual en la plaza Vieja.

- Festival de Charangas: Cada primer sábado de mayo se celebra el Festival Nacional de Charangas y Fanfarres acudiendo a este una agrupación de cada Comunidad haciendo honor as a sus más de 100 años de tradición musical y designando a la mejor del país en este ámbito.
- Santa Cecilia (patrona de la música): el 22 de noviembre es un día importante en la villa. La banda municipal fue fundada en 1891 culminando una tradición musical de siglos.

## Parroquia
Iglesia parroquial católica de San Cosme y San Damián en el Arcipestrazgo de Oca-Tirón, diócesis de Burgos. Dependen las siguientes localidades:
| - Aguas Cándidas | - Castellanos de Bureba | - Llano de Bureba | - Padrones de Bureba - Salas de Bureba |  |

## Personas destacadas

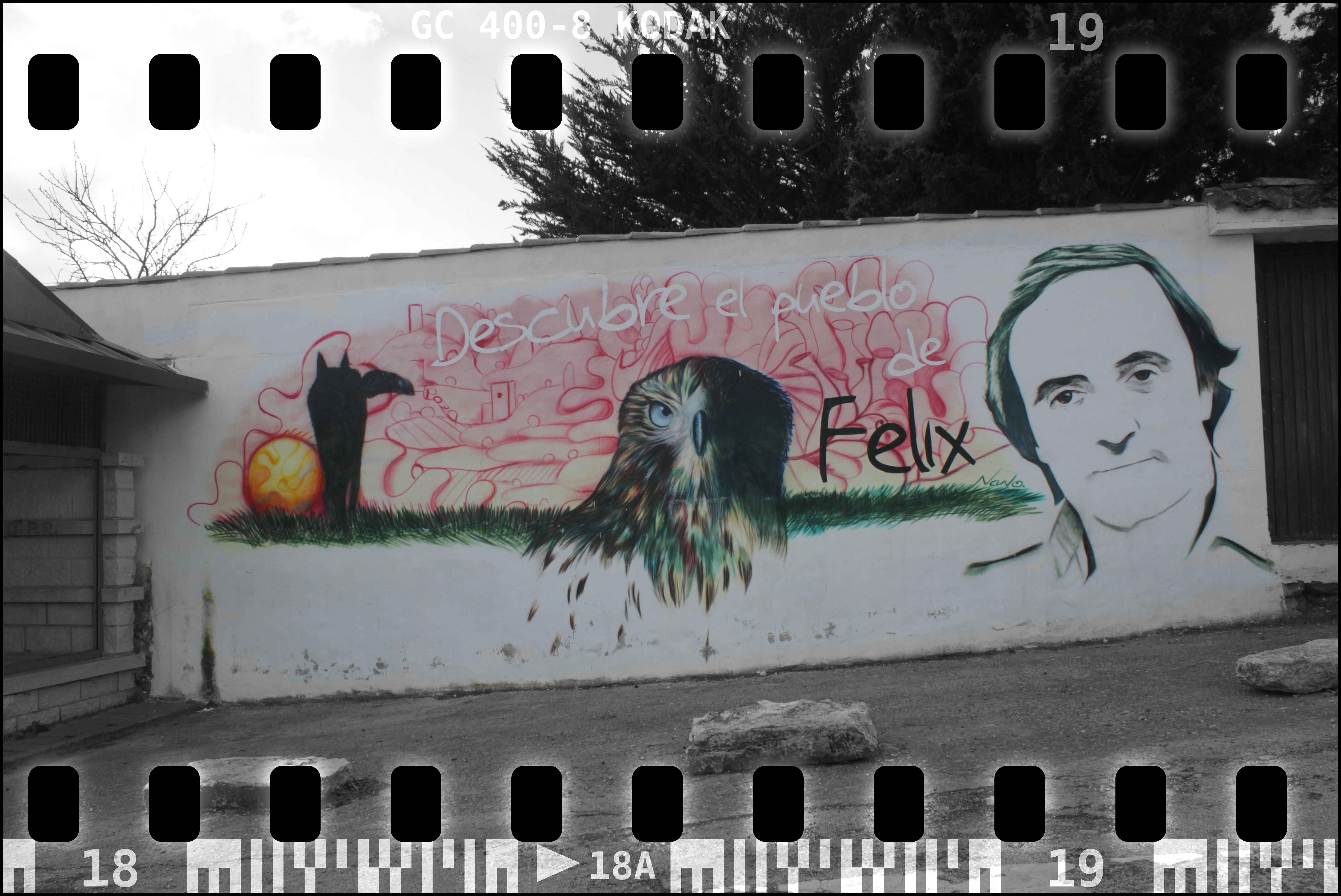
Félix Rodríguez de la Fuente